# Принцесса на горошине (фильм)
«Принцесса на горошине» — художественный фильм-сказка, снятый по мотивам сказок Ханса Кристиана Андерсена: «Принцесса на горошине» (1835), «Свинопас» (1841), «Дорожный товарищ» (1835), «Самое невероятное» (1870). Интересно, что две последние сказки использованы с финалом, противоположным сюжету (например, в оригинале сказки «Дорожный товарищ» герой в качестве отгадки действительно преподносит принцессе отрубленную голову тролля, который выступает отрицательным персонажем).
В фильме звучит музыка Антонио Вивальди: помимо знаменитых «Времён года» были использованы менее известные произведения, такие как концерт для лютни с оркестром ре-мажор.

## В ролях
- Ирина Малышева — принцесса на горошине
- Андрей Подошьян — принц (озвучивает Станислав Захаров)
- Иннокентий Смоктуновский — король-отец
- Алиса Фрейндлих — королева-мать
- Ирина Юревич — 1-я принцесса
- Марина Либакова-Ливанова — 2-я принцесса
- Светлана Орлова — 3-я принцесса
- Юрий Чекулаев — 1-й король
- Александр Калягин — 2-й король
- Игорь Кваша — тролль
- Галина Белозёрова — осиновая дева
- Владимир Зельдин — обер-гофмейстер
- Николай Лавров — художник
- Евгений Стеблов — поэт
- Йозеф Себек — победитель (в титрах как И. Шебек)
- Инга Будкевич — маркиза
- Василий Куприянов — свинопас
- Валентин Голубенко — палач
- Надежда Самсонова — главная фрейлина
- Ирина Мурзаева — маркиза
- Виктор Сергачёв — глашатай

## Съёмочная группа
- Режиссёр: Борис Рыцарев
- Сценарий: Феликс Миронер
- Оператор: Вячеслав Егоров, Александр Мачильский
- Художник: Ольга Кравченя, Надежда Фадеева
- Монтаж: Нина Васильева
- Директор: Игорь Демух

## Технические данные
- Художественный фильм, цветной.
- В фильме можно видеть (в порядке появления в фильме) чешские замки Блатна, Червена-Льгота, Пернштейн и Леднице.

## Награды
1977 — Специальный диплом жюри X Всесоюзного кинофестиваля в Риге «За творческие усилия в развитии жанра сказки» — получил режиссёр Борис Рыцарев за фильм-сказку «Принцесса на горошине» (конкурс фильмов для детей и юношества).